# Corydalis pseudodrakeana
Corydalis pseudodrakeana är en vallmoväxtart som beskrevs av M. Liden. Corydalis pseudodrakeana ingår i släktet nunneörter, och familjen vallmoväxter. Inga underarter finns listade i Catalogue of Life.